# Paul Lortie
Paul Lortie (ur. 17 marca 1944 w Beauport) – kanadyjski duchowny katolicki, biskup Mont-Laurier w latach 2012–2019.

## Życiorys

### Prezbiterat
Święcenia kapłańskie przyjął 16 maja 1970 i uzyskał inkardynację do archidiecezji Québecu. Pracował w wielu wydziałach kurii archidiecezjalnej, był także m.in. proboszczem kilku parafii oraz wikariuszem biskupim dla rejonów Aminate, Lotbinière-Bois-Francs, Chaudière i Rive-sud.

### Episkopat
7 kwietnia 2009 został mianowany biskupem pomocniczym archidiecezji Québec oraz biskupem tytularnym Hierpiniana. Sakry biskupiej udzielił kard. Marc Ouellet.
2 lutego 2012 został mianowany przez Benedykta XVI ordynariuszem diecezji Mont-Laurier. 10 lipca 2019 przeszedł na emeryturę.